# Мокрый, Карел
Карел Мокрый (чеш. Karel Mokrý; род. 7 февраля 1959, Простеёв) — чешский шахматист, гроссмейстер (1984).
В чемпионатах ЧССР: 1982 — 2-е; 1986 — 3—4-е места. В составе команды ЧССР участник 6-и Олимпиад (1984—1996).
Участник зонального турнира ФИДЕ в Варшаве (1987; 1-я группа) — 5—8-е места. Лучшие результаты в международных турнирах: Тршинец (1980/1981) — 3—6-е; Прага (1982) — 2-е, 1986 — 3—5-е; Будапешт (1981) — 1—2-е; Оломоуц (1982)— 3-е; Трнава (1983) — 1—3-е, 1984 — 1—2-е, 1985 — 2—4-е, 1986 — 4-е; Реджо-нель-Эмилия (1982/1983 и 1983/1984) — 2—3-е и 1-е; Боргарнес (1985) — 3-е; Копенгаген (1985) — 1-е; Поляница-Здруй (1985) — 2—3-е; Тренчанске-Теплице (1985) — 3-е; Мальмё (1985/1986) — 1—2-е; Гёусдал (1987, 34 участника) — 2—5-е места.

## Изменения рейтинга
| Графики недоступны из-за технических проблем. См. информацию на Фабрикаторе и на mediawiki.org. |